# 막스 아브라함

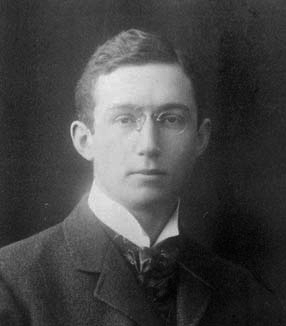
막스 아브라함

막스 아브라함(독일어: Max Abraham, 1875년 3월 26일 ~ 1922년 11월 16일)은 독일 제국 단치히(현: 폴란드 그단스크) 출신의 이론물리학자로 벡터 기법의 보급에 공헌하여 유명하다.

## 업적
1897년, 베를린 훔볼트 대학교에서 영국의 이론물리학자인 제임스 클러크 맥스웰의 전자기이론 및 경계값 문제에 대하여 연구하였고 도체 속에서의 전기진동을 고찰한 박사논문이 있다.
1904년부터 1905년에 걸쳐서 저술한 전2권으로 구성된 주저 《전자기이론(Theorie der Elektrizität)》는 독일 최초로 벡터해석을 이용한 전자기학 교과서이다.